# 龍心
龍心，本名林克霖，（1976年1月18日—），香港網絡紅人，2012年出席香港電台時事節目《城市論壇》時發言自稱是福清幫第二把交椅龍心438，瞬即在網絡爆紅，成為人們茶餘飯後的熱門主題，曾移居英國倫敦。2023年中下旬，林克霖回港並自稱來自「第六宇宙」，改新名為「尅龍」，並於無敵盃和兩名專業拳手對打而贏得好評。

## 部份事件

### 早年經歷
龍心自稱出生於福建福清市牛宅村，為家中么子，在香港接受小學及中學教育並完成IVE課程。其後以遙距方式考取了澳洲臥龍崗大學頒發的碩士證書。2006年他前往英國及南非工作，直到他被任職的南非IT公司解僱後四處流浪。龍心其後曾在訪問中自稱在36個國家流浪5年之久。2009年，他在盧旺達因滋擾他人而被扣押，也於2011年10月在保加利亞和有精神病紀錄的女友人分手後，女方在無證據的情況下控告他強姦而被當局扣押約三個月。其家人因而向中國大使館求助；並於2012年1月初把龍心帶返香港。由於龍心在返港時精神病發並在機場搗亂，家人唯有送他進葵涌醫院入住達兩個月。其胞兄指龍心病情反覆，「有時好正經、有時諗嘢就偏埋一邊。」

### 變得著名
龍心於2012年4月1日愚人節在維多利亞公園《城市論壇》節目觀眾發言時，自稱「來自美國三藩市福清幫第二把交椅龍心438」即被主持人謝志峰阻止發言；該節目結束後，香港警員在其身上搜出大麻並因自稱為三合會成員而拘捕。由於節目是現場直播以及龍心語出驚人而瞬即在網絡爆紅。同月7日，於高登討論區被選為「高登2012年3月之星」。同期在香港發行《3D古龍群俠傳 Online》的重定兵器譜新手版找來龍心擔演十大惡人的歐陽丁以及出任代言人。

### 出位言行
他於在Lady Gaga於2012年4月28日到達香港當日，指著她乘坐的車輛，並表示香港的粉絲均是傻的；惟他於沒有購置第二場門票情況下在亞洲國際博覽館要一求入場。龍心於5月13日母親節當日手持玫瑰花在《城市論壇》向李慧琼、劉健儀等女性嘉賓要求一一自拍，而主持人謝志鋒見他也情不自禁地說：「上次被你嚇怕」。

### 接受100毛訪問
2012年11月離開香港前往澳洲，之後一年他於澳洲及新西蘭流浪。2013年12月，龍心於旅行期間發生交通意外後回港休養，不久後接受100毛雜誌訪問，該段訪問於12月12日出版的100毛刊登。

### 在西九文化區表演期間衝到台上
2018年9月，龍心與於西九文化區與當時女友女大J欣賞樂隊表演期間衝到台上。保安上前制止，雙方亦發生衝突。其後龍心被控普通襲擊罪但自辯後獲無罪釋放。據報指他自稱患有過度活躍症。

### 到東涌踩場
2018年11月，龍心於香港東涌論壇現身。同月11日，出現在「光復東涌」行動現場並批評是次社運，期間高呼粗口句語：「你尋日做乜X我老頂周浩鼎」。

### 反修例運動
2019年8月18日，龍心於「反送中」金鐘示威位置現身，並進行一連串疑似行為藝術的表演。

### 參選立法會
2020年7月18日，龍心報名參選2020年香港立法會選舉新界東選區並宣稱自己是香港唯一希望。

### 移居海外
近年龍心聲稱從事行為藝術諷刺時弊，一直不避嫌崇洋媚外尤其是喜愛東歐女性。他於2021年下旬離開香港移居到英國倫敦生活並宣稱於2022年3月起淡出YouTube界。龍心在2022年上旬的影片裏表示自己從事外賣速遞員的工作但並不喜歡，因為那是一份不能發揮他所長的工作，爾後他便絕跡於網絡界。

### 第六宇宙 - 東方餓狼·剋龍
2023年12月1日，龍心出賽《培生擂台：無敵盃 We Are Champs 2023》。

### 企圖欺詐選舉開支被判監
2024年4月2日，龍心在2020年立法會選舉中，涉嫌在選舉申報書內作出虛假陳述和3項企圖欺詐罪罪名成立，被判監禁六個月；於2012年確診燥狂抑鬱症，過去有三項定罪紀錄，涉及毒品、非禮（仙樂都事件）及遊蕩等罪行。
由於龍心擁有堅強不屈的意志，2024年5月31日，他飛鴿傳書給支持者，透露在獄中有很好的空間修練，從而發現第六宇宙的出口。

## 已知人格
迷戀於神秘學及新興宗教，具敵基督爭議。
2012年他初期亦常以不同怪異身份示人：
- 第一個身份是以龍心為名，自稱是來自「美國三藩市福清幫第二把交椅」，並會聽從其師公的指令，而他通常會手持刻滿符印的木棍站立以觀察人類行為；有時會以絕心426作稱；聲稱是龍心438已殆後的代身。
- 第二個身份Lunar Maria，即月海，其妻子，而他又同時以「龍心」及「Boboboy」兩個名義共同成立一個聲稱要引領人類擊敗自己弱點，名為真我搏擊會「Ego Fight Club」的群組組織，鼓勵眾人拋開自我，以最真我原始的一面示人，克服自己的弱點，而克服的方法可以是在公開場合大眾前跳舞、唱歌、吶喊等等，並不會理會他見。
- 第三個身份名為Black Fish，自稱行為藝術家。[21]

### 回應
香港精神科專科醫生范德穎認為，龍心可能患有人格分裂、反社会人格障碍，病因為社會帶給他的壓迫。但由於「林克霖」之人格均認識所有人格而有別於患有解離症的精神病患者，故無法斷言。

## 外部連結
- 第六宇宙 - 東方餓狼.剋龍 Ultra EGO Fight Club Youtube Channel （页面存档备份，存于）
- 世界之子 - 克霖醒 Facebook Public Page （页面存档备份，存于）
- dragonheart_unicorn Instagram Product Promotion
- 救世主龍心438 Youtube的空間之神 Ākāśagarbha 頻道（页面存档备份，存于）
- 扮演玉皇大帝林克琳的個人facebook社交網站(已無人管理)[永久]

1. ↑  粵語意思為「你昨日為何X我老大，周浩鼎」